# Дудоровский
Ду́доровский (первоначально — Дудоровский Завод) — село в Ульяновском районе Калужской области России. Административный центр сельского поселения «Село Дудоровский».
В 2020 году селу присвоено почётное звание Калужской области «Рубеж воинской доблести»

## История
В 1905 году промышленник Меньшов был построен Дудоровский стекольный завод, а также кирпичный и лесопилку, при которых вырос посёлок. В 1927 году Дудоровский получил статус посёлка городского типа. В 1930-е годы к нему была проложена железнодорожная ветка широкой колеи (разобрана в 2007 году).
Перед Великой Отечественной войной в посёлке были построены жилые дома, дом культуры, школа и детский сад. С началом войны завод был эвакуирован в Свердловскую область. Посёлок и его окрестности стали местом активных действий партизан. Инфраструктура была полностью уничтожена немецкими войсками. В июле 1942 года Дудоровсий был освобождён от оккупации.
В 1960 году вступил в строй деревообрабатывающий комбинат торгового оборудования. В 1999 году Дудоровский стал селом. В настоящее время промышленные предприятия Дудоровского не работают.
На Дудоровском стекольном заводе в юности работал конторщиком Герой Социалистического Труда, Управляющий Делами Совета Министров СССР М. С. Смиртюков.

## Население
| 1913 | 1920 | 1926  | 1931  | 1939  | 1959  | 1970  | 1979  | 1989  |
| ---- | ---- | ----- | ----- | ----- | ----- | ----- | ----- | ----- |
| 745  | ↗748 | ↗1275 | ↗2385 | ↗2915 | ↘2651 | ↘1906 | ↘1519 | ↘1342 |
| 2002 | 2010 |       |       |       |       |       |       |       |
| ↘930 | ↘833 |       |       |       |       |       |       |       |

## Известные уроженцы
Ефимов, Анатолий Филиппович (род. 1924) — полный кавалер ордена Славы.